# Капфенберг
Капфенберг је важан град у Аустрији, смештен у средишњем делу државе. Капфенберг је трећи по величини град у покрајини Штајерској, где се налази у округу Брук на Мури.

## Природне одлике
Капфенберг се налази у средишњем делу Аустрије, на долини реке Мурц. Око од града се издижу Алпи.

## Становништво
| 1981.  | 1991.  | 2001.  | 2011.  |
| ------ | ------ | ------ | ------ |
| 26.918 | 24.902 | 23.978 | 23.372 |

По процени из 2016. у граду је живело 23004 становника. Становништво се протеклих деценија смањило за 20% због слабљења основне „покретачке снаге“ градске привреде - железаре.

## Галерија
- Градска железара
- Главни градски трг са градском кућом
- Градски стадион
- Замак у близини града

## Партнерски градови
- Фрехен